# 切り花
切り花（きりばな、切花とも表記）は、咲き始めやつぼみの状態にある植物の花を、枝・茎または葉をつけて切り取ったもの。姿を整えて水を張った花器（花瓶など）に挿し、玄関や居室に飾り、あるいは仏壇や墓前に供えられる。またはそのために用いられる花のことである。

## 形態
切り花は観賞植物の形態の一つで、切り花は一年草や二年草の切り花、宿根草の切り花（キク、カーネーション、カスミソウなど）、球根植物の切り花（チューリップ、ユリ、グラジオラスなど）、枝物（ユキヤナギなど）、葉物、ランに分類される。鑑賞植物にはキンギョソウのように切り花、花壇苗、鉢物など様々な形態で利用される種もある。なお、英語では切り花のことを“cutting”というが、この単語は「挿し芽・挿し木」の意味にも使われる。

## 利用
花束（ブーケ）として贈り物や結婚式などにも用いられる。また美しい葉だけの植物を切って飾る切り葉や、センリョウやヤブコウジなど小さな実のついたものを切って使うこともある。
日本では昔から仏前に花を供える風習があり、さらに中世より日本独自の文化である華道（生け花）が盛んになったため、日本人にとって切り花は身近な存在であったが、欧米ではあまりそうした習慣がなく、フラワー・アレンジメントは日本の切り花からヒントを得たものといわれている。現在ではイギリスやアメリカなどでも切り花を飾る家庭が増えてきているが、アスターやケイトウなど日本の園芸品種の人気が高い。
なお、仏壇や墓地に供える花のことを仏花（ぶっか）ということもある。